# 오렐리앵 추아메니
오렐리앵 자니 추아메니(프랑스어: Aurélien Djani Tchouaméni, 2000년 1월 27일~)는 프랑스의 축구 선수이다. 포지션은 미드필더이며, 현재 레알 마드리드에서 뛰고 있다.

## 플레이 스타일
가장 돋보이는 점은 태클 능력과 커팅 능력. 스탯만 봐도 알 수 있듯이, 만 21살 나이에 리그 1 선수 모두 통틀어 봐도 경기당 성공한 태클 횟수가 리그 전체 2위, 동 포지션으로 한정하면 압도적인 1위를 기록할 정도로 태클 능력이 적어도 리그앙 무대에서는 적수가 없을 정도의 압도적인 수준이다. 3선에서 활약하는 수비형 미드필더답게 활동량도 많고 체력도 상당하다. 피지컬이 우수해서 경합 상황에서 우위를 쉽게 점하는데, 특히 공중 볼 경합 능력이 좋은 편이며 세트피스 상황에서 헤더 골을 종종 기록하기도 한다.
커팅 후 역습 전개 능력도 추아메니의 장점 중 하나다. 어린 나이임에도 헤드업 플레이에 굉장히 능하면서도 침착하며, 후방에서 전방으로 길게 깊숙히 뿌려주는 롱 패스를 자주 시도한다. 추아메니의 프로 커리어에서 기록된 어시스트의 대부분이 롱 패스를 통한 역습이나 지공 상황에서 나온다.
여러모로 같은 팀에 있는 선수인 페데리코 발베르데, 에두아르도 카마빙가와 비슷한 유형이면서도 조금 더 수비에 특화된 미드필더라고 할 수 있다. 전형적인 홀딩 미드필더가 말라가는 현 시점에서 카세미루와 가장 유사한 스타일을 가지고 있는 수비형 미드필더이다. 다만 기본적으로 카세미루보다 활동하는 반경은 약간 높은 편이고, 수비력에서는 카세미루와 차이를 보이지만 공격적인 재능이 더 뛰어난 선수이다.

## 클럽 경력

### FC 지롱댕 드 보르도
지롱댕 드 보르도의 로컬 보이이며 리저브 팀에서 가능성을 보여 1군에 콜업되자마자 주전 자리를 차지했다. 2018년 7월 26일, 유로파 리그 2차 예선전 FK 벤츠필스와의 경기에서 첫 데뷔전을 치렀다. 그해 8월 9일, 유로파 리그 마리우폴전에서 결승골을 넣었다. 만 18살의 나이에 데뷔해 2시즌 동안 총 40경기를 소화하면서 리그앙에 순탄하게 안착하였다. 보르도에서 뛰는 동안 1골을 기록했는데 그 골이 서술된 유로파 리그 결승골이었다. 19-20 시즌 보르도에서 합류한 황의조와 팀 동료로 함께 뛰기도 했는데, 덕분에 리그 1 중계를 통해 꽤 일찍부터 국내 팬들에게 알려진 선수이기도 하다. 그리고 2020년 1월 미드필더들이 대거 이적해 공백이 생긴 AS 모나코가 총액 245억의 금액으로 추아메니를 영입하게 된다.

### AS 모나코 FC
2020년 1월 29일, 모나코와 4년 6개월 계약을 맺었다. 모나코로 이적한 후 잔여 19-20 시즌을 준주전급 선수로 소화하였고 마침내 2021년 1월 23일 마르세유와의 경기에서 데뷔 골을 넣었다. 그리고 20/21 시즌 본격적으로 팀의 핵심 멤버로 뛰기 시작하면서 포텐이 완연하게 터지기 시작했다. 20/21 시즌 리그앙에서만 36경기를 소화하였고, 시즌 총 45경기를 소화하였다. 그리고 3골 4도움, MOM 8번 수상, 평균 평점 7.16점을 기록하며 리그 탑급 퍼포먼스를 보여주었다. 또한 작년 리그앙에서 경기당 태클 성공 횟수가 리그앙 전체 2위, 수비형 미드필더 포지션 기준 1위를 기록하기도 하였다. 이러한 활약을 바탕으로, 리그앙 올해의 팀과 리그앙 올해의 영플레이어를 동시에 수상하는 영광을 누렸다. 이는 리그앙 역사상 에덴 아자르, 킬리안 음바페 이후 최초로 동시에 두 개인수상을 기록한 유일한 경우이다. 현재 수비형 미드필더 자리를 보강하기를 희망하는 첼시가 1년 이상 점찍어둔 1순위 데클란 라이스의 영입 어려움 및 가격적인 부담을 고려해 2순위로서 율리안 바이글과 오렐리앵 추아메니를 주목하고 있다. 하지만 최종적으로 잔류를 선택했다.

### 2021-22시즌
7월 1일 맷 로를 통해 첼시가 키 크고 볼 경합을 많이 하는 수비형 미드필더를 구한다는 이야기가 나오면서 좀더 수비적으로 장점이 부각되는 추아메니가 바이글보다 더 우선순위에 있는것으로 보인다. 또한 나이도 5살이나 더 어리며, 활약한 리그와 그 활약한 정도가 바이글보다 훨씬 더 우위에 있기에 여러모로 더 선호되는 것으로 보인다. 21-22 시즌에 들어서도 좋은 활약을 보이고있다. 올시즌 유로파리그에서 가장 많은 인터셉션을 성공시켰으며 리그앙에서도 동포지션 2위에 해당하는 평점을 기록하고 있다. 9R 보르도전에서도 골로빈의 크로스를 받아 득점에 성공했고 가장 많은 볼 경합 성공을 기록했다. 유로파 리그 PSV 에인트호번전에서도 맹활약을 했다.16R 앙제전 팀의 빌드업의 핵심이 되며 대승을 이끌며 MOM에 선정되었다. 20R 낭트전 총 106회의 패스와 파울 4회, 볼 경합 10회에 성공하며 맹활약했다. 21R 클레르몽 푸트전 역시 드리블 5회, 태클 4회, 볼 경합 18회 성공을 비롯한 미친 스탯을 남기며 리그 앙 최고의 미드로 거듭나고 있다. 22R 몽펠리에전 역시 벤예데르의 골을 어시스트했지만 팀은 막판에 진다. 쿠프 드 프랑스 16강 랑스전 엄청난 스루패스로 벤예데르의 골을 어시스트하며 팀은 8강에 진출한다. 23R 리옹전에서도 여러차례 멋진 패스로 팀을 캐리했으나 무승부를 거둔다. 쿠프 드 프랑스 8강 아미앵전 역시 5분만에 골을 넣으며 팀의 승리를 캐리했다. 그러나 25R 보르도전 무리한 파울로 레드카드를 빨리 받으며 퇴장당했고, 결국 팀의 미드가 꺼져버리며 팀은 리그 꼴찌한테 무승부를 거둔다. 쿠프 드 프랑스 준결승 낭트전 경기에선 괜찮았지만 페널티에서 홈런을 날리며 팀은 패배한다. 29R PSG전에서도 추아메니의 모습을 보여주며 승리를 이끌었다. 36R 릴전 수비형 미드필더인데도 멀티골을 기록하며 팀의 승리를 이끌었다. 37R 브레스트전에서 1도움을 기록하며 4-2 승리에 기여했다. 시즌을 성공적으로 마무리했으며 21-22 시즌 베스트11에 선정되었다.

### 이적 사가
시즌 중에도 첼시와 맨체스터 유나이티드의 관심을 지속적으로 받고 있다. 파브리지오 로마노에 따르면 첼시의 1순위 타겟은 여전히 데클란 라이스이지만 그 다음으로 제일 유력한 후보는 추아메니이며 첼시 이외에도 여러 프리미어 리그 클럽들이 그에게 관심이 있다고 한다. 이후에는 레알 마드리드와 링크가 가장 진하게 나오고 있는데, 4월 후반 들어서는 리버풀이 진지하게 노리고 있는 타겟이라는 기사가 뜨고 있다. 현재로서는 첼시, 맨유보다는 레알 마드리드나 리버풀 둘 중 하나로 이적할 가능성이 높아보인다. 현재 모나코는 최소 €70M 이상 비드만을 받을것이라고 한다. 현재 레알 마드리드, 리버풀 FC 두 팀과 경쟁을 하고있다. 행선지는 레알 마드리드가 유력해지고 있다. 파리 생제르맹이 하이재킹을 시도하고 있다는 보도가 계속해서 나오는중. 하지만 추아메니가 PSG로 갈 생각은 없다고 인터뷰하며 확실하게 선을 그었기 때문에 이변이 일어나지 않는 한은 레알 마드리드로 갈 확률이 매우 높다. 현재 모나코는 €80M부터 오퍼를 받을것이라고 했고 추아메니는 계속해서 레알을 선호중이다. 또한 리버풀, PSG 역시 그의 에이전트와 접촉이 있었다고 한다. 레알 마드리드에서 €80M + a 를 제시했다는 뉴스가 났다. 추아메니 본인도 레알 마드리드를 희망하고 모나코와 레알 구단과 서로 대화하고 있고 로마노 기자 또한 이적협상이 원활하다고 이야기하여 레알 이적은 확정적이다. 이후 국대동료 에두아르도 카마빙가 역시 추아메니의 레알 이적이 거의 확정되었다는 인터뷰를 했다. 이후 6월 7일, 디 애슬레틱의 데이비드 온스테인이 독점으로 레알 마드리드는 옵션 포함 100m 유로가 넘는 금액으로 추아메니를 영입한다고 보도했다. 그리고 파브리지오 로마노의 Here we go가 뜨면서 사실상 레알 마드리드로의 이적이 확정되었다. 6월 7일 파브리지오 로마노 Here We Go!

### 레알 마드리드 CF
2022년 6월 11일 한국 시각 오후 8시 30분에 레알 마드리드가 추아메니 영입을 발표했다. 이적료는 €80M+€20M(보너스). 계약 기간은 2028년까지 6년 계약이다. 레알 마드리드 역사상 4번째로 비싼 영입이며, 레알 마드리드의 수석 스카우터 후니 칼라팟이 직접 픽한 선수라고 한다. 아스에 따르면, 파리 생제르맹이 레알 마드리드보다 더 좋은 제안을 하였으나 돈보다 레알 마드리드를 택하였다고 한다. 같은 프랑스 국적의 에두아르도 카마빙가가 이적에 큰 영향을 준 것으로 보인다. 한국 시간 6월 14일 오후 7시에 입단식이 진행되었다. 같은 날, 메디컬 테스트도 통과했다. 가레스 베일이 사용하던 등번호 18번을 부여받았다.

### 2022-23 시즌
현지 시각 7월 14일 오전에 레알 마드리드 훈련에 합류했다. 그리고 레알 마드리드에서의 첫 번째, 두 번째 훈련 세션에서 코칭 스태프들이 추아메니에게 감탄을 했다고 한다. 프리시즌 미국 투어 첫 경기인 FC 바르셀로나전에서는 선발 출전하여 에두아르도 카마빙가-페데리코 발베르데와 중원을 구성했다. 경기력은 그리 눈에 띄지 않았다. 두 번째 경기인 유벤투스전에서 교체로 들어와 좋은 모습을 보여주었다. 좋은 볼 터치를 기반으로 빌드업, 수비에 강점을 보여주며 레알 마드리드의 차세대 중원으로서의 가능성을 보여준 경기라고 할 수 있겠다. UEFA 슈퍼컵 아인트라흐트 프랑크푸르트전에서 후반전에 교체 출전해 공식 데뷔했다. 팀은 2-0 승리를 따내면서 첫 경기에서 우승 트로피를 들어올렸다. 라리가 1R UD 알메리아 원정에서는 로테이션을 통해 선발로 나왔으나 카를로 안첼로티 감독이 훈련 때의 모습을 보여주지 못했다고 언급했을 만큼 아쉬운 모습을 보여주었다. 결국 후반 58분에 에덴 아자르와 교체되었다. 팀은 그래도 2-1 역전승을 따냈다. 카세미루가 갑작스레 맨유로 이적하게 되면서 추아메니의 활약이 더 중요해졌다. 카스티야 주장이었던 안토니오 블랑코도 임대로 팀을 나간 상태라 수비형 미드필더 롤을 소화할 선수가 사실상 추아메니 혼자가 되어버렸다.
레알 마드리드는 챔스 3연패 시절부터 주로 중원에 미드필더 셋을 두는 전술을 사용했는데 특히 앵커맨 롤을 소화했던 카세미루는 팀 전술의 핵심이었다. 원래 추아메니를 영입할 때도 카세미루의 장기적인 대체자로 영입한 건데 갑작스레 주전을 맡을 확률이 높아진 가운데 과연 추아메니가 카세미루 정도의 앵커맨 롤을 소화할 수 있느냐라는 변수가 갑작스레 생겨버린 셈이다. 현재 시장에 원 볼란테 롤을 소화할 선수 자체가 거의 없어서 추가 자원을 영입하기도 어렵다. 라리가 2R 셀타 비고 원정에서 선발 출전하여 풀 타임을 소화하며 카세미루를 완벽하게 대체했고 첫 번째 골 장면에서 공중 볼을 따주면서 득점에 기여했다. 앞으로 더 지켜봐야겠지만, 이번 경기에서는 MOM으로 선정되도 이상하지 않을 정도로 뛰어난 활약을 보여주었다. 스탯상으로도 패스 성공률 90%, 기회 창출 3회, 드리블 성공 3/3, 태클 성공 1/2, 차단 1회, 걷어내기 4회, 가로채기 3회, 볼 리커버리 9회, 지상 볼 경합 성공 5/7을 기록하는 등 최고의 활약을 보여주었다. 다만 볼을 끊을 때 상대에게 찬스가 돌아가기도 하는 등, 미숙한 부분이 많아서 고쳐야 할 부분도 있었다. 라리가 3R RCD 에스파뇰 원정에서도 선발 출전하여 비니시우스 주니오르의 선제골을 어시스트하면서 레알 마드리드 입단 후 처음으로 공격 포인트를 기록했다. 이외에도 패스 성공률 95%, 키패스 2회, 볼 리커버리 6회, 공중 볼 경합 승리 5/6을 기록하는 등 중원에서 훌륭한 경기력을 이어갔다. 3경기 모두 카세미루가 뛰던 중앙 수비형 미드필더 자리에 출전해, 카세미루만큼의 압도적인 수비력 혹은 안정적인 4백 보호를 보인 것은 아니지만 카세미루와는 완전히 다른 스타일의 장점을 보여주면서 자리를 잡아가고 있다. 자신의 장점으로 평가받는 패싱력을 보여주며 팀의 빌드업에도 어느 정도 영향을 주고 있다는 점이 가장 크다. 과거 카세미루가 있을 당시에는 카세미루의 빌드업 능력이 좋다고 하기는 어렵기 때문에, 토니 크로스와 데이비드 알라바의 빌드업 부담이 다소 컸다. 하지만 추아메니는 드리블을 통해 직접 볼을 운반하여 높은 지역까지 올라가며 90%를 상회하는 패스 성공률을 보여주었다. 또한 전진성 역시 카세미루보다 좋은 점수를 받으며 공격 작업을 원활하게 했다. 그러나 토니 크로스, 루카 모드리치, 추아메니 중원의 수비 밸런스의 아쉬움이 드러나고 있다.
과거 카세미루는 주로 후방에 마무르며 크로스와 모드리치가 자유롭게 공격에 가담할 수 있는 조건을 만들어줬으며, 가끔 득점을 위해 박스로 침투하는 모습을 보여주긴 했지만 본인이 직접 높은 위치에서 볼을 받거나 드리블을 통한 볼 운반을 역습 상황 말고는 자주 시도하지는 않았다. 하지만 추아메니의 볼을 받는 위치는 카세미루에 비해 높은 상황이 많다. 문제는 이렇게 되면 자연스레 크로스와 모드리치의 수비적인 부담이 늘어나기 마련인데, 이미 노쇠화가 찾아와서 기동력이 많이 떨어진 선수들이기에 수비 부담이 늘어나면 늘어날수록 체력적인 한계도 일찍 올 수 밖에 없다. 그렇기 때문에 페데리코 발베르데나 에두아르도 카마빙가 같은 기동력이 좋은 자원들을 기용하는 것이 나을 것이라는 분석이 많다. 라리가 4R 레알 베티스전에서는 산티아고 베르나베우 데뷔전을 치렀다. 이날 추아메니는 패스 성공률 89%, 가로채기 3회, 걷어내기 1회, 볼 리커버리 8회, 드리블 성공 1회를 기록하는 등 완벽한 경기력으로 미드필드를 장악하고 2:1 승리, MOM으로 선정되었다. 특히 공중 볼 경합 6번에서 모두 승리했고, 그중엔 골과 다름없는 헤더도 있었으나 후이 실바 골키퍼가 간신히 막아냈다. 아직 시즌 초반이고 우승 경쟁권 팀들과의 경기는 없었지만, 다른 플레이 스타일로 카세미루를 대체하고 있다. UCL 조별리그 1차전 셀틱 FC 원정에서는 준수한 경기력을 보여주며 유럽 대항전에서도 충분히 통한다는 것을 조금이나마 입증했다. 라리가 5R RCD 마요르카전에서는 로테이션으로 결장했다. 팀은 발베르데, 비니시우스, 호드리구의 맹활약에 4:1 대승을 거두었다. UCL 조별리그 2차전 RB 라이프치히 전에 선발로 출전해 풀타임을 소화했다. Fotmob 기준 평점 7.9점을 받았고 패스 성공률 92%, 리커버리 10회를 기록하며 좋은 활약을 보여주었다. 지금까지 카세미루를 잘 대체하고 있는 모습이다. 다가올 마드리드 더비, 엘 클라시코에서도 이러한 활약을 보여줄 수 있다면 정말 카세미루의 완벽한 대체자가 될 수 있다.
라리가 6R 데르비 마드릴레뇨에서 선발로 출전해 풀타임을 소화했다. 전반 18분 침투하는 호드리구를 보며 완벽하게 로빙 패스를 찔러주었고 이를 호드리구가 가볍게 마무리하며 레알 마드리드 소속으로 두 번째 도움을 기록했다. 91%의 패스 성공률과 함께 좋은 수비력을 보여주었고 평점은 7.8점을 받았다. 크로스, 모드리치와의 수비 밸런스 문제가 지적됐지만 오늘은 레알 마드리드가 전체적으로 수비적인 경기 운영을 하면서 그러한 아쉬움은 크게 드러나지 않았다. 비니시우스, 발베르데가 거의 윙백처럼 뛰며 수비가담을 해줬기 때문에 크로스, 모드리치의 부족한 에너지 레벨도 크게 드러나지 않은 경기였다. 라리가 7R CA 오사수나전에 선발로 출전, 53분만 소화하고 페데리코 발베르데와 교체되었다. 레알 마드리드 소속으로 출전한 경기 중 가장 부진한 경기였다고 해도 과언이 아니었고 팀도 전체적으로 부족한 경기력과 부진한 결정력 끝에 1:1 무승부를 거두었다. 챔피언스 리그 MD3 샤흐타르 도네츠크전에서 선발로 출전, 75분을 소화하고 카마빙가와 교체되었다. 지난 경기와는 다르게 준수한 수비력을 보여주었고 팀도 전체적인 경기력이 올라왔다. 크로스, 발베르데와 함께 중원을 지배하는 모습을 보여주었고 이에 힘입어 팀은 슈팅 36개, 기대득점 3.5골을 기록하는 압도적인 경기를 했다. 그러나 공격진의 결정력 부족으로 2:1 한 골 차 승리를 거두었다. 라리가 8R 헤타페 CF 원정 역시 선발로 출전, 전반 3분 만에 나온 에데르 밀리탕의 선제골을 잘 지켜내며 1:0으로 승리했다. 라리가 9R FC 바르셀로나전에서는 엘 클라시코 데뷔전을 치렀다. 이날 추아메니는 루카 모드리치와 토니 크로스에 비해 눈에 띄지 않았지만 후방에서 적절한 수비와 전진성을 보여주며 팀의 3-1 승리에 기여했다.
이번 경기를 통해 레알 마드리드는 바르셀로나 상대로 최근 6경기 기준 5승 0무 1패를 기록하게 되었다. 골득실로 보더라도 6경기 13득점 10실점으로, 레알 마드리드는 바르셀로나에게 압도적인 경기 전적과 함께 골 득실에서도 격차를 벌리면서 이번 시즌 무패 및 좋은 흐름을 이어가게 되었다. 사실상 이 정도의 지표면 최근 레알 마드리드는 바르셀로나를 당연히 잡을 수 있다는 자신감을 가질 수 있는 상황이다. 라리가 10R 엘체 CF전에서는 로테이션으로 인해 벤치에서 출발했고 62분 루카 모드리치와 교체되어 약 30분 간 뛰었다. 비록 적은 출전 시간이었으나 마르코 아센시오의 골 장면에서 호드리구 고이스에게 쓰루 패스를 찔러주며 기점 역할을 하며 활약했다. 추아메니 영입은 현재까지 완벽하다. 카세미루의 수비력에 비교하기에는 이르지만 대체할 만한 다른 툴을 갖고 있으며, 월클 수비력의 카세미루가 원래 팀에 존재하지 않았던 것처럼 느끼게 해준다는 것은 대단한 일이다. 향후 큰 경기에서는 카세미루의 공백이 드러날 수 있겠지만, 현재까지는 적절히 대체하고 있는 모습이다.

## 국가대표팀 경력

### 2022 FIFA 월드컵
2021년 9월 1일, 2022 FIFA 월드컵 카타르 유럽 지역예선 D조 4라운드 보스니아전에서 하프타임에 토마 르마와 교체되어 출전하면서 A매치 데뷔전을 치렀다.

### 2020-21 UEFA 네이션스 리그
2020-21 UEFA 네이션스 리그 준결승 벨기에전에 교체 출장하며 첫 메이저 대회를 가졌다. 그리고 결승전 스페인전에서는 선발로 출장하여 풀타임을 소화하며 패스 성공률 79%, 기회 창출 1회, 가로채기 4회, 볼 리커버리 6회, 볼 경합 승리 8회를 기록하는 등 훌륭한 경기력을 보이면서 프랑스의 우승에 기여했다.

### 2022-23 UEFA 네이션스 리그
2022년 9월 22일, 2022-23 UEFA 네이션스 리그 A그룹 1조 5차전 오스트리아전에서는 선발출전하여 풀타임 소화하며 패스 성공 63/73, 기회 창출 1회, 드리블 성공 2/2, 롱패스 성공 3/7, 볼 리커버리 3회, 지상 볼 경합 승리 5/7, 공중 볼 경합 승리 1/1을 기록하며 중원에서 훌륭한 경기력을 보여주었다.

### 2022 FIFA 월드컵
11월 9일, 2022 FIFA 월드컵 카타르 본선 최종 명단에 포함되었다. 폴 포그바와 은골로 캉테가 부상으로 제외되었기 때문에 추아메니가 주전으로 나올 가능성이 높아졌다.

## 출전 통계
| Club         | Season       | League       | League | League | National cup | National cup | League cup | League cup | Europe | Europe | Other | Other | Total | Total |
| Club         | Season       | Division     | Apps   | Goals  | Apps         | Goals        | Apps       | Goals      | Apps   | Goals  | Apps  | Goals | Apps  | Goals |
| ------------ | ------------ | ------------ | ------ | ------ | ------------ | ------------ | ---------- | ---------- | ------ | ------ | ----- | ----- | ----- | ----- |
| Bordeaux II  | 2017–18      | National 3   | 16     | 3      | —            | —            | —          | —          | —      | —      | —     | —     | 16    | 3     |
| Bordeaux     | 2018–19      | Ligue 1      | 10     | 0      | 0            | 0            | 0          | 0          | 9      | 1      | —     | —     | 19    | 1     |
| Bordeaux     | 2019–20      | Ligue 1      | 15     | 0      | 1            | 0            | 2          | 0          | —      | —      | —     | —     | 18    | 0     |
| Bordeaux     | Total        | Total        | 25     | 0      | 1            | 0            | 2          | 0          | 9      | 1      | —     | —     | 37    | 1     |
| Monaco       | 2019–20      | Ligue 1      | 3      | 0      | —            | —            | —          | —          | —      | —      | —     | —     | 3     | 0     |
| Monaco       | 2020–21      | Ligue 1      | 36     | 2      | 6            | 1            | —          | —          | —      | —      | —     | —     | 42    | 3     |
| Monaco       | 2021–22      | Ligue 1      | 35     | 3      | 4            | 1            | —          | —          | 11     | 1      | —     | —     | 50    | 5     |
| Monaco       | Total        | Total        | 74     | 5      | 10           | 2            | —          | —          | 11     | 1      | —     | —     | 95    | 8     |
| Real Madrid  | 2022–23      | La Liga      | 33     | 0      | 4            | 0            | —          | —          | 10     | 0      | 3     | 0     | 50    | 0     |
| Real Madrid  | 2023–24      | La Liga      | 27     | 3      | 1            | 0            | —          | —          | 8      | 0      | 2     | 0     | 38    | 3     |
| Real Madrid  | 2024–25      | La Liga      | 19     | 0      | 2            | 0            | —          | —          | 7      | 0      | 4     | 0     | 32    | 0     |
| Real Madrid  | Total        | Total        | 79     | 3      | 7            | 0            | —          | —          | 25     | 0      | 9     | 0     | 120   | 3     |
| Career total | Career total | Career total | 194    | 11     | 18           | 2            | 2          | 0          | 45     | 2      | 9     | 0     | 269   | 15    |

1. ↑  Includes Coupe de France, Copa del Rey
2. ↑  Includes Coupe de la Ligue
3. ↑  Appearances in UEFA Europa League
4. ↑  Four appearances and one goal in UEFA Champions League, seven appearances in UEFA Europa League
5. 1 2 3  Appearances in UEFA Champions League
6. ↑  One appearance in UEFA Super Cup, two appearances in FIFA Club World Cup
7. ↑  Appearances in Supercopa de España
8. ↑  Two appearances in Supercopa de España, one appearance in UEFA Super Cup, one appearance in FIFA Intercontinental Cup

## 기록

### 대회 기록

#### 레알 마드리드 CF(2022~)
- 라리가 : 2023-24
- 국왕컵 : 2022-23
- 수페르코파 데 에스파냐 : 2024
- UEFA 챔피언스리그 : 2023-24
- UEFA 슈퍼컵 : 2022, 2024
- FIFA 클럽 월드컵 : 2022
- 인터컨티넨탈컵 : 2024

#### 프랑스 축구 국가대표팀(2021~)
- UEFA 네이션스 리그 : 2020-21

### 개인
- 리그 1 올해의 영플레이어: 2020-21
- 리그 1 올해의 팀: 2020-21, 2021-22